# توما باروک
توما باروک (فرانسوی: Thomas Baroukh‎؛ زادهٔ ۱۵ دسامبر ۱۹۸۷) قایقران روئینگ اهل فرانسه است.
وی در مسابقات کشوری و بین‌المللی در مجموع برندهٔ ۲ مدال نقره، ۴ مدال برنز شده‌است.